# Арнолд фон Золмс
Арнолд фон Золмс (на немски: Arnold von Solms; † 19 юли 1296) от графския род Золмс, е от 1286 до смъртта си епископ на Бамберг (1286 – 1296).

## Биография
Той е вторият син на граф Марквард I фон Золмс v Кьонигсберг († 1255) и съпругата му Кристина фон Изенбург-Кемпених († 9 май 1283). Брат е на граф Райнболд I фон Золмс-Кьонигсберг († 1279), Конрад I фон Золмс († сл. юни 1309), каноник в Бамберг, Кьолн и Вецлар, и на Гобело фон Золмс, каноник в Трир от 1249 г. 
На 15 май 1286 г. папа Хонорий IV номинира Арнолд за епископ на Бамберг. По това време Рудолф I фон Хабсбург е крал на Свещената Римска империя. Той е помазан за епископ в Рим преди 13 юни 1286 г.
Арнолд увеличава значително епископството, но трябва да залага замъци и собствености. Считан е за покровител на манастири и спитали.
Погребан е в катедралата на Бамберг.